# Станіславчик (Первомайський район)
Станісла́вчик — село в Україні, у Синюхинобрідській сільській громаді Первомайського району Миколаївської області. Населення становить 632 особи.

## Історія села
Біля села Станіславчик виявлені залишки поселення і розміщені декілька курганів епохи бронзи (II тисячоліття до н. е.), один із курганів розкопаний. Знайдені також поселення Черняхівської культури (II—VI ст. н. е.).

## Відомі люди
У селі народився і провів дитячі роки Герой Радянського Союзу Шелест Д. А., удостоєний цього звання за визволення Києва.
Народився академік Української академії аграрних наук, доктор сільськогосподарських наук, професор Кравченко Владислав Андрійович (18 січня 1944 року — 26 квітня 2018 року) — селекціонер овочевих культур.